# The New Batman/Superman Adventures
The New Batman/Superman Adventures är en animerad TV-serie baserad på Superman: The Animated Series  och The New Batman Adventures, producerad av Warner Bros. Animation. Serien sändes åren 1997-2000 i Kids' WB. Varje halvtimmesavsnitt innehöll antingen en repris från ursprungliga Superman, ursprungliga Batman: The Animated Series, eller en ny Batman-berättelse skapad för serien, tecknad i en stil som liknade Superman: The Animated Series. De nya avsnitten fokuserade främst på Batmans medhjälpare och introducerade nya rollfigurer som Tim Drake. De två animerade världarna blev till en i Superman-avsnittet "World's Finest", där Batman och Superman möts första gången.

## Rollfigurer

### Huvudroller
| Skådespelare         | Rollfigur                      |
| -------------------- | ------------------------------ |
| Tim Daly             | Kal-El / Clark Kent / Superman |
| Kevin Conroy         | Bruce Wayne / Batman           |
| Mathew Valencia      | Tim Drake / Robin              |
| Tara Charendoff      | Barbara Gordon / Batgirl       |
| Dana Delany          | Lois Lane                      |
| Efrem Zimbalist, Jr. | Alfred Pennyworth              |
| Liane Schirmer       | Special Agent Renee Montoya    |
| Robert Costanzo      | Detective Harvey Bullock       |

### Ordinarie skurkar
| Skådespelare  | Rollfigur    |
| ------------- | ------------ |
| Mark Hamill   | The Joker    |
| Arleen Sorkin | Harley Quinn |
| Clancy Brown  | Lex Luthor   |
| Corey Burton  | Brainiac     |
| Brian George  | Parasite     |

### Återkommande rollfigurer
- Bob Hastings – Commissioner Gordon
- Loren Lester – Dick Grayson / Nightwing
- Nicholle Tom – Kara In-Ze / Kara Kent / Supergirl
- Joseph Bologna – SCU Lt. Daniel "Dan" Turpin
- Mel Winkler – Lucius Fox
- George Dzundza – Perry White
- David Kaufman – James "Jimmy" Olsen

### Återkommande skurkar
- Ron Perlman – Matt Hagen / Clayface & Jax-Ur
- Michael Ansara – Victor Fries / Mr. Freeze
- Paul Williams – Oswald Cobblepot / The Penguin
- Diane Pershing – Dr. Pamela Isley / Poison Ivy
- John Glover – Edward Nygma / The Riddler
- Jeffery Combs – Prof. Jonathan Crane / The Scarecrow
- Richard Moll – Harvey Dent / Two-Face
- George Dzundza – Arnold Wesker / The Ventriloquist / Scarface
- Adrienne Barbeau – Selina Kyle / Catwoman
- Roddy McDowall – Dr. Jervis Tetch / The Mad Hatter
- Henry Silva – Bane
- Brooks Gardner – Waylon Jones / Killer Croc
- Mark Rolston – Garfield Lynns/Firefly
- Laraine Newman – Mary Dahl / Baby Doll
- Charity James – Roxanne Sutton/Roxy Rocket
- Sela Ward – Page Monroe/Calendar Girl
- Stephen Wolfe Smith – Klarion the Witch Boy
- Lori Petty – Leslie Willis / Livewire
- Michael Ironside – Darkseid
- Leslie Easterbrook – Mala (från avsnitten "Blast from the Past Parts 1 and 2")
- Sarah Douglas – Mala (från avsnittet "Absolute Power")
- Malcolm McDowell – John Corben / Metallo
- Michael Dorn – Kalibak & John Henry Irons / Steel
- Bruce Weitz – Bruno Mannheim
- Gilbert Gottfried – Mr. Mxyzptlk
- Lauren Tom – Angela Chen
- Brad Garrett – Lobo & Bibbo & "Neato" Coralli
- William H. Macy – Director of the Paranormals Institute
- Jason Marsden – Teenage Clark Kent
- Bud Cort – Toyman
- Melissa Joan Hart – Saturn Girl
- Chad Lowe – Rokk Krinn / Cosmic Boy
- Scott Menville – Kenny Braverman
- Jason Priestley – Reep Daggle / Chameleon Boy

## Filmer
- The Batman Superman Movie: World's Finest (1998) – en direkt till video-samling av tre avsnitt som ursprungligen sändes under andra säsongen av Superman: The Animated Series.[1]

### Fotnoter
1. ↑  IMDB, The Batman Superman Movie: World's Finest.